# Charita Liberec
Charita Liberec (dříve Oblastní charita Liberec) je nezisková humanitární organizace se sídlem v Liberci, církevní právnická osoba, součást římskokatolické církve. Byla založena litoměřickým biskupem Josefem Kouklem. Je součástí Charity Česká republika a přímo řízena Diecézní charitou v Litoměřicích.

## Poslání
Charita pomáhá všem potřebným bez ohledu na jejich národnost, barvu pleti, pohlaví, náboženské vyznání či politickou příslušnost. Pomáhá zachovat lidskou důstojnost, základní lidská práva a vědomí rovnosti všech lidí a hodnoty každého jednotlivce.

## Historie

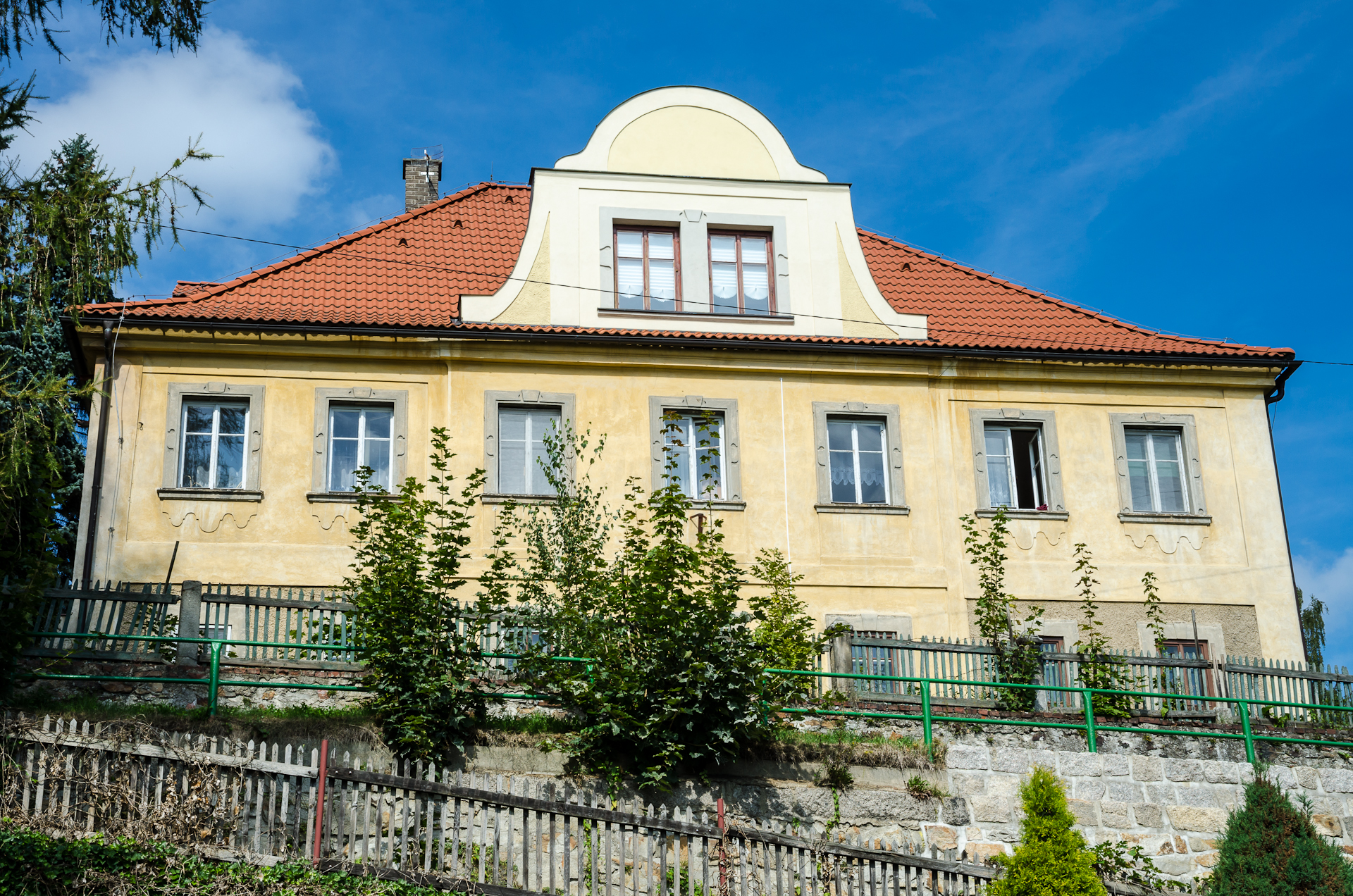
Domov sv. Vavřince v Chrastavě

Vznikla v roce 1992 jako dobrovolné sdružení několika příslušníků libereckých římskokatolických farností. Od svého vzniku se zabývala pomocí starým lidem, provozováním charitního šatníku pro sociálně potřebné a poskytováním sociálního poradenství. V roce 1992 stála při zrodu Charitní ošetřovatelské služby (CHOS), která působí v Libereckém kraji. V roce 1994 pomáhala se vznikem chrastavského Charitního domova pokojného stáří sv. Vavřince.  V srpnu 1998 byl Farní charitě Liberec přiznán profesní status. Koncem roku 1998 FCH dostala do pronájmu od liberecké farnosti budovu, která byla postupně rekonstruována na charitní centrum. Na jaře 2000 byl Charitě pronajat objekt bývalého kláštera v Jungmannově ulici v Liberci. Zde byl 1. listopadu 2000 otevřen první Domov pro matky s dětmi v tísni pod názvem Domov sv. Anny.  Pro provoz tohoto domu musely být přijaty nové pracovnice, čímž se počet zaměstnanců zvětšil na sedm. Když její činnost přerostla rozsah farnosti, byla 7. května 2001 na základě zřizovací listiny litoměřického biskupa přeregistrována na Oblastní charitu Liberec (OCHL). V roce 2006 došlo ke sloučení s Oblastní charitou Chrastava a OCHL převzala Domov pokojného stáří – Domov sv. Vavřince v Chrastavě. K dalšímu rozšíření došlo v lednu 2008, kdy OCHL převzala druhý Domov pro matky s dětmi v tísni – Domov sv. Moniky v Liberci. V polovině roku 2008 došlo k přestěhování Domova sv. Anny z Jungmannovy ulice do Stráže nad Nisou. V září 2013 OCHL otevřela v Liberci neregistrovanou službu Charitní šatník. V červenci roku 2021 se změnil název na Charita Liberec. Od začátku roku 2022 liberecká Charita má 25 zaměstnanců a na její činnosti se podílí mnoho dobrovolníků.

## Přehled služeb
Charita Liberec provozuje sociální služby různým cílovým skupinám. 
| Seznam registrovaných služeb | Seznam registrovaných služeb                             | Seznam registrovaných služeb                                |  |
|                              | Služba                                                   | Adresa                                                      |  |
| ---------------------------- | -------------------------------------------------------- | ----------------------------------------------------------- |  |
| 1.                           | Domov pokojného stáří – Domov sv. Vavřince               | Školní 124, 463 31 Chrastava                                |  |
| 2.                           | Azylový dům pro matky s dětmi v tísni – Domov sv. Moniky | Uhlířská 424/7, 460 01 Liberec                              |  |
| 3.                           | Azylový dům pro matky s dětmi v tísni – Domov sv. Anny   | Majerova 160, 463 03 Stráž nad Nisou                        |  |
| 4.                           | Charitní šatník                                          | Švermova 32, 460 10 Liberec-Františkov (Déčko Liberec z.s.) |  |
|                              |                                                          |                                                             |  |